# Drassyllus eurus
Drassyllus eurus Platnick & Shadab, 1982 è un ragno appartenente alla famiglia Gnaphosidae.

## Etimologia
Il nome proprio deriva da un'arbitraria combinazione di lettere, come indicato dallo stesso descrittore nella pubblicazione. In realtà sembra comunque riferirsi in parte alla valle californiana di rinvenimento: Eureka Valley.

## Caratteristiche
Fa parte dell'insularis-group di questo genere e ha notevoli somiglianze con D. chibus, D. ojus e D. talus; se ne distingue per l'apofisi tegolare del maschio, di forma relativamente lunga e spessa e per la spermateca delle femmine spostata lateralmente.
Il paratipo femminile più grande rinvenuto ha lunghezza totale è di 2,92mm; la lunghezza del cefalotorace è di 1,12mm; e la larghezza è di 0,82mm.

## Distribuzione
La specie è stata reperita nella California occidentale: nelle dune desertiche dell'Eureka Valley, nella contea di Inyo. Nel 1961 è stato rinvenuto un esemplare maschile anche in Nevada.

## Tassonomia
Al 2015 non sono note sottospecie e dal 1982 non sono stati esaminati nuovi esemplari